# Tagels gård

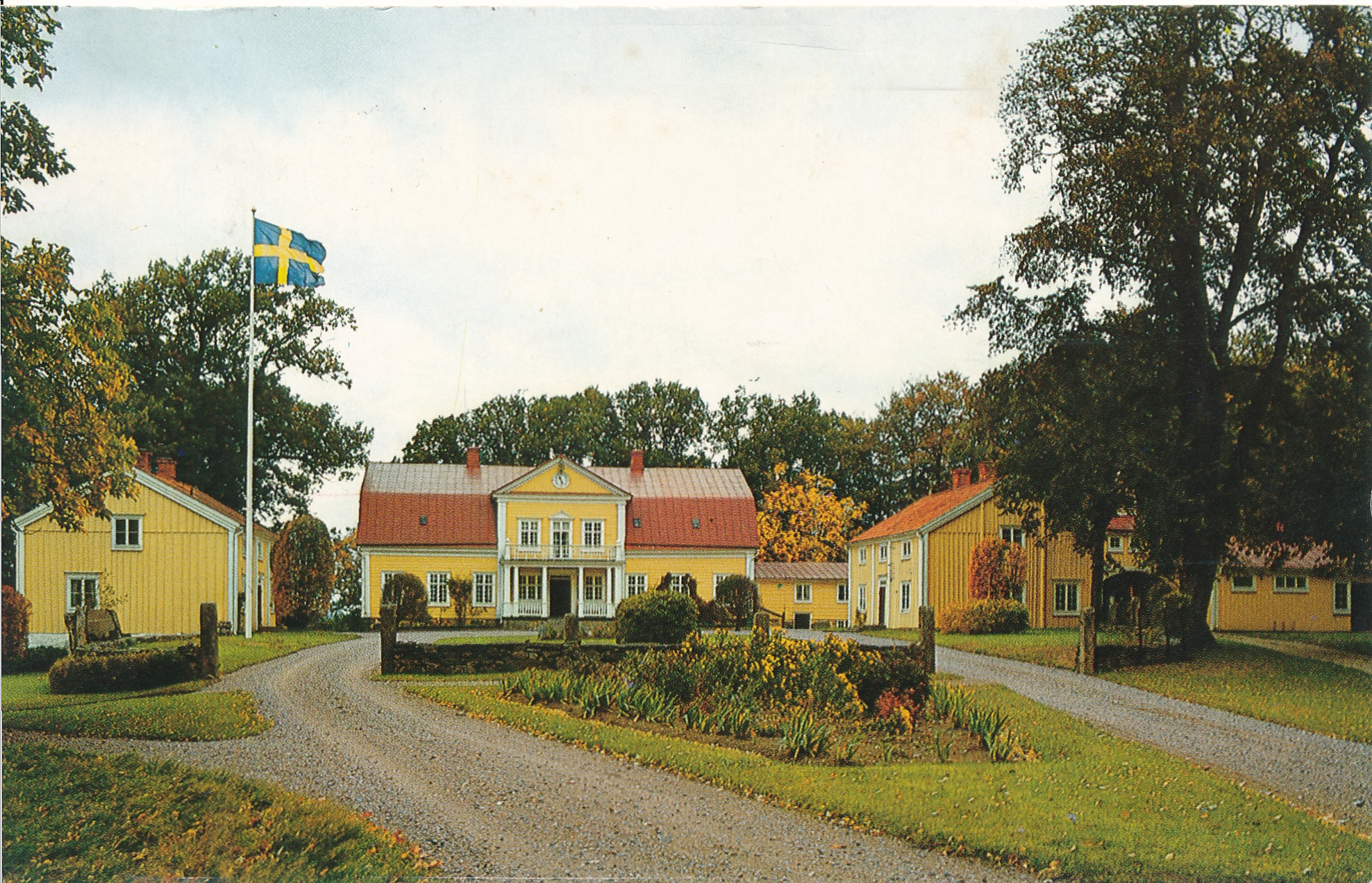
Tagels Gård, Moheda

Tagels gård är en herrgård i Alvesta kommun i Småland.
Tagels gård ligger i Mistelås socken, 18 kilometer nordväst om Alvesta. Tagel omnämns redan på 1300-talet. Den tillhörde på 1600-talet släkten Douglas, senare Mörner, Rappe, Schmiterlöw med flera.
Wilhelm Rappe som bebodde gården vid mitten av 1800-talet anslöt sig till den lågkyrkliga väckelsen och lät anordna predikningar vid gården.
13 år gammal övertog Adelheid von Schmiterlöw 1888 gården efter sin morfar, Wilhelm Rappe. Fröken Schmiterlöw dog 1959, efter att ha levt hela sitt liv på gården. I sitt testamente donerade hon fastigheten till den nybildade Rappe-Schmiterlöwska stiftelsen. Textilier och andra föremål donerades till Smålands museum i Växjö.
Markerna har under 1900-talet använts för olika försökverksamheter inom jordbruk, skogsbruk och naturbruk. Bland annat hade Svalövsanstalten försöksodlingar av potatis här. Gunnar Helén har författat en bok om gården och dess historia.